# Förster-féle rezonáns energiaátadás
A Förster-féle rezonáns energiaátadás (rövidítve: FRET, az angol Förster resonance energy transfer után; szó szerint ’Förster-típusú rezonancia-energiatranszfer’) olyan mechanizmus, amely a kromoforok közötti energiaátvitelt írja le. Esetenként fluoreszcens rezonancia-energiatranszfernek, rezonáns energiatranszfernek (RET) vagy elektronikus energiatranszfernek (EET) is szokták nevezni.
Egy donor kromofor, a kezdeti gerjesztett elektronikus állapotában, energiát adhat át a fogadó/vevő (akceptor) kromofornak a nem sugárzó dipól-dipól csatoláson keresztül (a két kromofor tipikusan 10 nm távolságra van egymástól). Ezt a mechanizmust nevezik Förster-féle rezonáns energiaátadásnak Theodor Förster német fizikus után.
Ha mindkettő kromofor fluoreszcens, akkor gyakran fluoreszcens rezonáns energiaátadásnak nevezik, habár az energia gyakorlatilag nem a fluoreszkálás (fluoreszcens jelenség) által történik., Elkerülendő a jelenség téves interpretálását, ez mindig egy nem sugárzó transzfer (még akkor is, amikor két fluoreszcens kromofor között történik), a „Förster-típusú rezonáns energiaátadás” megnevezés javasolt a „fluoreszcens rezonáns energiaátadás” helyett, annak ellenére, hogy a tudományos irodalomban előszeretettel használják ez utóbbit.
A FRET hasonló az NFC-hez (Near Field Communication: ’közelterű kommunikáció’), ahol a kölcsönhatás távolsága jóval kisebb, mint a kibocsátott fény hullámhossza.(Ilyen például az érintőképernyős kommunikáció, okostelefon, PC stb.). Ebben a közeltérben, a gerjesztett kromofor egy virtuális fotont emittál, melyet a vevő kromofor azonnal abszorbeál. A virtuális foton nem detektálható, ezért a FRET nemsugárzó mechanizmusként is ismert.
Kvantum-elektrodinamikai számításokban a nemsugárzó (FRET) és a sugárzó energiaátvitelt egy általános mechanizmus rövid, illetve hosszú távú aszimptotájaként határozzák meg.,

## A FRET kísérleti igazolása
A FRET inverz hatodik kitevőjű távolságfüggését kísérletileg bizonyította Stryer és Haugland: egy oligoprolin-csavarban szeparálta a donor és a vevő kromofort. Haugland, Yguerabide and Stryer szintén demonstrálta kísérletileg a FRET jelenséget.

## Alkalmazás
A FRET egyik alkalmazási területe egy kísérleti módszer a foszgén kimutatására.
Ebben a foszgén vagy inkább a trifoszgén egy biztonságos összekapcsoló-helyettesítőnek számít a fogadó/vevő és a donor kumarin közt.
Egy tipikus FRET-emisszió 464 nm-en a foszgén jelenléte 0,00005 koncentrációban is kimutatható.
Egy másik felhasználása a protein belső szerkezeti változásának a detektálása (1-2 ångström).
A FRET hatékony módszer az intra- és intermolekuláris távolságok (molekuláris konformációváltozások, molekuláris interakciók) vizsgálatában.